# Romualdo de Ravena
São Romualdo (956, Ravena - 19 de junho de 1027, Convento de Val de Castro) foi o fundador da Ordem dos Camaldulenses e a maior figura do "Renascimento do ascetismo eremita" no século XI. Descendente dos duques de Orseoli, sua família não tinha vínculos com a religião.
Existem duas principais fontes sobre São Romualdo. A primeira é São Bruno Bonifácio, discípulo direito do santo e que faleceu em 1009, que narra sua experiência pessoal na “Vida dos 5 Irmãos”. A segunda é São Pedro Damião, que recolheu testemunhos de discípulos na obra “Vida de São Romualdo”.
Depois de passar algum tempo na França, em contacto com a espiritualidade da Abadia de Cluny, retornou à Itália e iniciou sua obra de fundação de mosteiros. Entre outros, fundou o de Campus Máldoli, berço da Ordem dos Camaldulenses, inaugurando uma nova forma de vida eremítica. Faleceu aos 75 anos. Seu corpo foi preservado da corrupção e encontrava-se intacto quatro séculos depois de sua morte.
Na arte litúrgica ele é representado apontando uma escada ou subindo aos céus junto a outros monges. É celebrado a 19 de junho.